# مستحرة مكورة أليفة الإشعاعات
مستحرة مكورة أليفة الإشعاعات (الاسم العلمي:Thermococcus radiotolerans) هي نوع من العتائق تتبع جنس المستحرة المكورة من فصيلة المستحرات المكورة.